# Primera conquista aqueménida de Egipto

Parte occidental del Imperio aqueménida, con los territorios de Egipto.

La primera conquista aqueménida de Egipto tuvo lugar en el año 525 a. C., dando lugar a la fundación de la dinastía XXVII de Egipto, también conocida como la "primera dominación persa" (en persa antiguo: Mudrāya). Egipto se convirtió así en una provincia (satrapía) del Imperio persa aqueménida hasta el año 404 a. C., manteniendo las costumbres y cargos de la realeza egipcia.
La conquista fue dirigida por Cambises II, el rey aqueménida, que derrotó a los egipcios en la batalla de Pelusio en 525 a. C., y se coronó a sí mismo como faraón. El gobierno aqueménida cayó tras la rebelión y coronación de Amirteo como faraón. Un segundo período de gobierno aqueménida en Egipto se produjo bajo la dinastía XXXI de Egipto (343-332 a. C.).

## Origen del conflicto según Heródoto
Heródoto describe cómo el faraón Amasis II acabaría provocando un enfrentamiento con Persia. Según Heródoto, Ciro II el Grande o Cambises II pidieron a Amasis un oftalmólogo egipcio en buenas condiciones. Amasis parece haber cumplido obligando a un médico egipcio a realizar trabajos forzados, lo que provocó que abandonara a su familia en Egipto y se trasladara a Persia en un exilio forzoso. En un intento de vengarse por ello, el médico se hizo muy amigo de Cambises y le sugirió que pidiera a Amasis una hija en matrimonio para solidificar sus lazos con los egipcios. Cambises accedió y pidió una hija a Amasis para casarse.
Amasis, preocupado por que su hija fuera concubina del rey persa, se negó a renunciar a su descendencia; Amasis tampoco estaba dispuesto a enfrentarse al Imperio aqueménida, por lo que urdió un engaño en el que obligó a la hija del ex faraón Apries, que Heródoto confirma explícitamente que fue asesinada por Amasis, a ir a Persia en lugar de su propia descendencia.

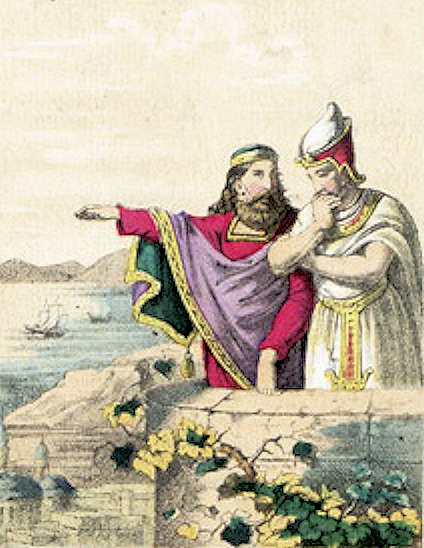
Polícrates, tirano de Samos, con el faraón Amasis II.

Esta hija de Apries no era otra que Nitetis, que era, según el relato de Heródoto, «alta y hermosa»" Nitetis, naturalmente, traicionó a Amasis y al ser recibida por el rey aqueménida le explicó el engaño de Amasis y su verdadero origen. Esto enfureció a Cambises y juró vengarse por ello. Amasis murió antes de que Cambises llegara hasta él, pero su heredero e hijo Psamético III fue derrotado por los persas.
En primer lugar, Ciro II el Grande firmó acuerdos de alianza con el rey lidio Creso y Nabonido el rey babilonio en 542 a. C.. El objetivo real de los acuerdos era impedir la ayuda entre Egipto y sus aliados. Privados ambos del apoyo egipcio, los persas conquistaron, primero, el imperio de Creso en 541 a. C., y, después, el Imperio neobabilónico en 539 a. C.
Heródoto también describe cómo, al igual que su predecesor, Amasis se apoyó en mercenarios y consejeros griegos. Uno de ellos era Fanes de Halicarnaso, que más tarde abandonaría a Amasis, por razones que Heródoto no aclara, pero que sospecha que eran personales entre ambas figuras. Amasis envió a uno de sus eunucos para capturar a Fanes, pero el eunuco fue vencido por el sabio consejero y Fanes huyó a Persia, reuniéndose con Cambises y aconsejándole para su invasión de Egipto. Egipto perdió finalmente ante los persas durante la batalla de Pelusio en el 525 a. C.

## Derrota de Psamético III en Pelusio

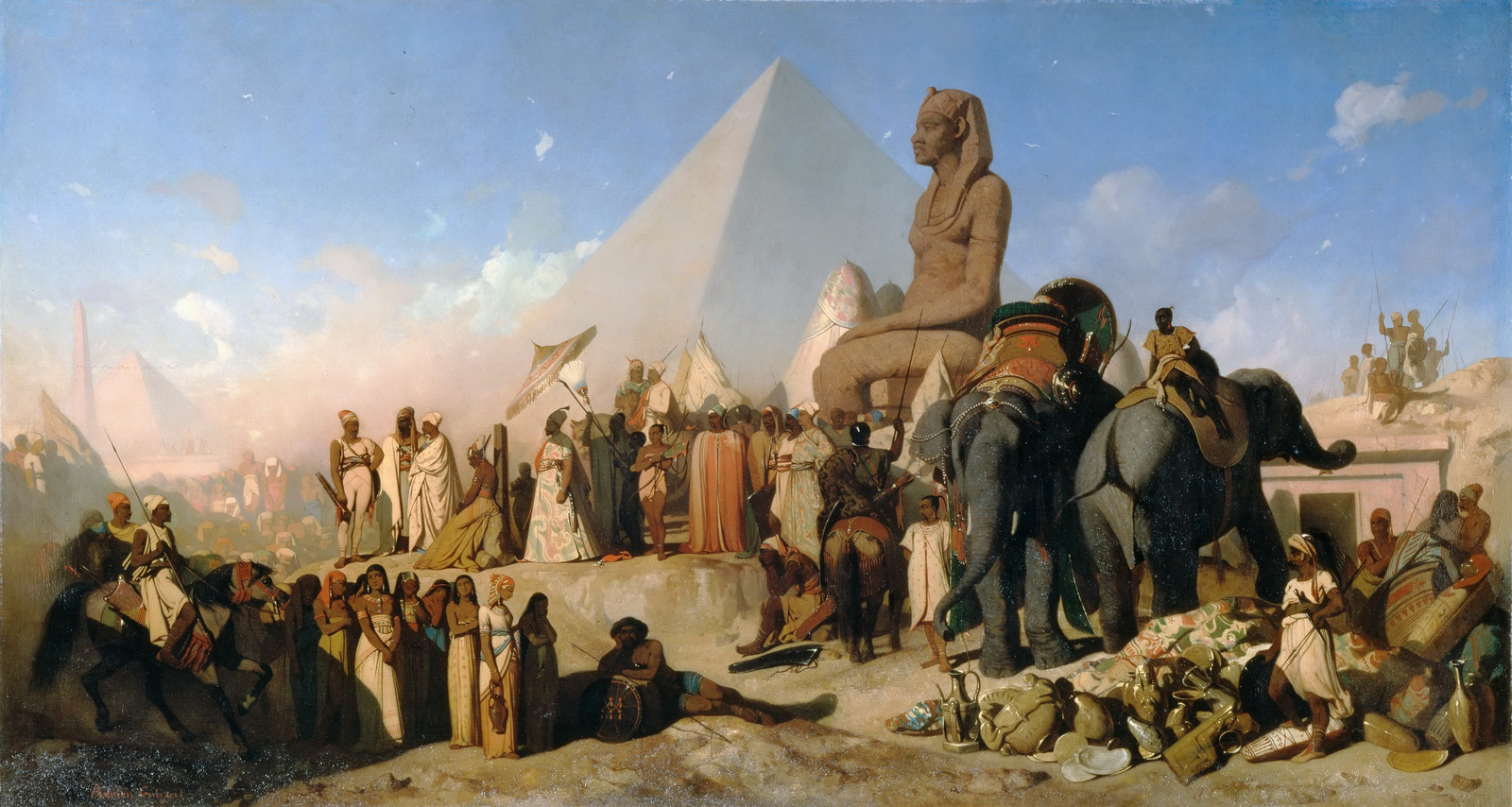
Encuentro entre Cambises II y Psamético III, recreado por el pintor francés Adrien Guignet tras la batalla de Pelusio (525 a. C.).

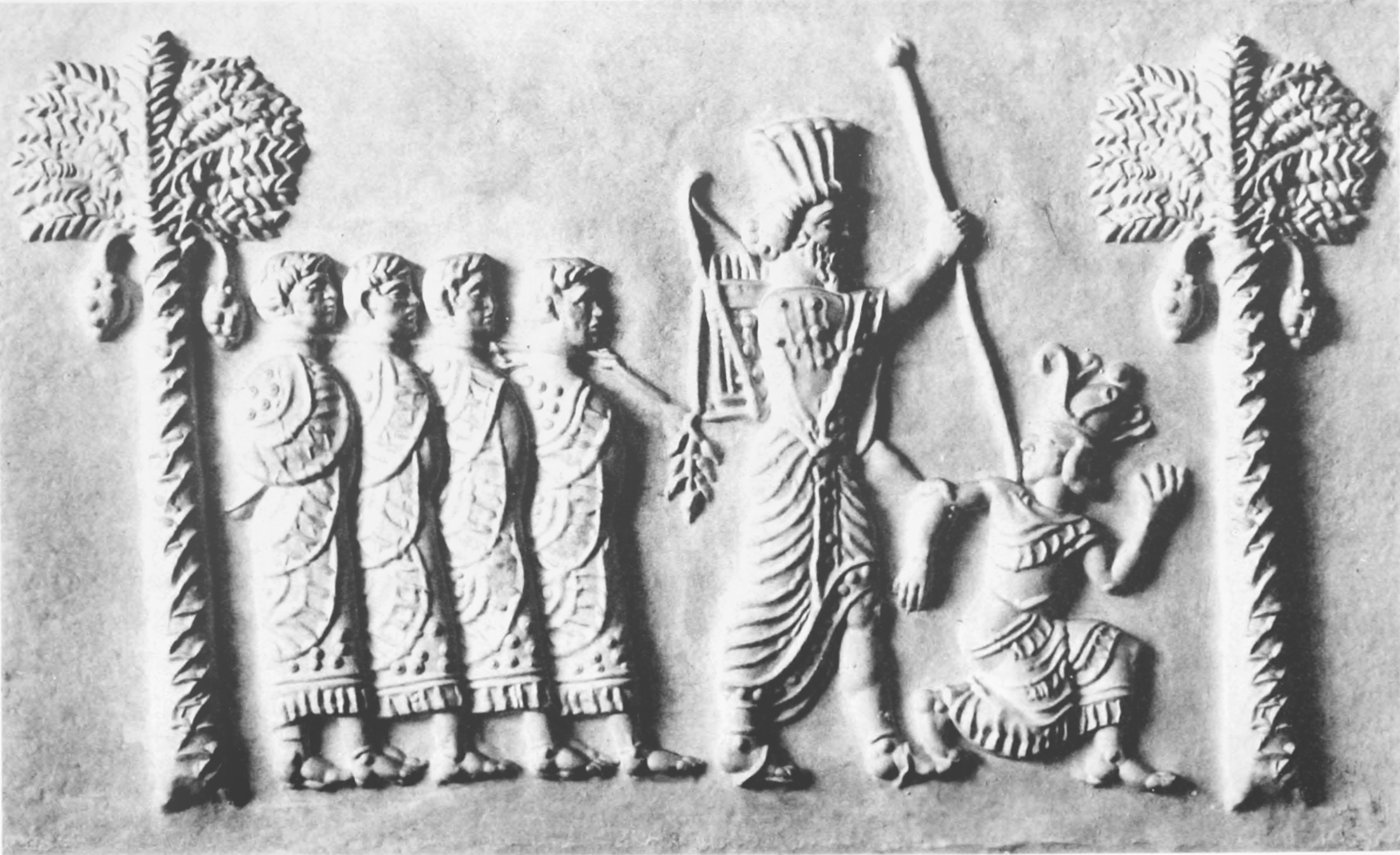
Sello cilíndrico de Svenigorodsky. Representa a un rey aqueménida clavando su lanza a un faraón egipcio, mientras sujeta a cuatro cautivos con una cuerda.

Amasis II murió en 526 a. C., antes de la invasión aqueménida, y fue sucedido por Psamético III, que solo gobernó seis meses. Pocos días después de su coronación, llovió en Tebas, un acontecimiento poco frecuente que asustó a algunos egipcios, que lo interpretaron como un mal presagio. El joven e inexperto faraón no era rival para los invasores persas. Después de que los persas al mando de Cambises cruzaran el desierto de la Sinaí con la ayuda de los árabes, se libró una encarnizada batalla cerca de Pelusio, una ciudad en la frontera oriental de Egipto, en la primavera de 525 a. C. Los egipcios fueron derrotados en Pelusio y Psamético fue traicionado por uno de sus aliados, Fanes de Halicarnaso. En consecuencia, Psamético y su ejército se vieron obligados a retirarse a Menfis. Los persas capturaron la ciudad tras un largo asedio, y capturaron a Psamético tras su caída. Poco después, Cambises ordenó la ejecución pública de dos mil de los principales ciudadanos, entre ellos (se dice) un hijo del rey caído.
El cautiverio y posterior ejecución de Psaméticose describen en las Historias de Heródoto, Libro III, pasajes 14 y 15. La hija de Psamético y las hijas de todos los nobles egipcios fueron esclavizadas.  El hijo de Psamético y otros dos mil hijos de nobles fueron condenados a muerte, en represalia por el asesinato del embajador persa y los doscientos tripulantes de su barco. Un «anciano que había sido amigo del rey»"fue condenado a la mendicidad. Todas estas personas fueron llevadas ante Psamético para comprobar su reacción, y solo se alteró al ver el estado del mendigo.
La compasión de Psamético por el mendigo hizo que le perdonaran la vida, pero su hijo ya había sido ejecutado. El faraón depuesto fue entonces elevado a vivir en el séquito del rey persa. Sin embargo, al cabo de un tiempo, Psamético intentó provocar una rebelión entre los egipcios. Cuando Cambises se enteró de ello, según Heródoto, Psamético bebió rejalgar y murió inmediatamente.
Heródoto también relata la profanación de la momia de Amosis II cuando el rey aqueménida Cambises II conquistó Egipto y puso fin así a la dinastía XXVI (saíta):
«[Apenas [... Cambyses] entró en el palacio de Amasis, ordenó que sacaran su cuerpo [el de Amasis] de la tumba donde yacía. Hecho esto, procedió a tratarlo con toda la indignidad posible, como golpearlo con látigos, clavarlo con picas y arrancarle los cabellos. [... Como el cuerpo había sido embalsamado y no se caía a pedazos bajo los golpes, Cambises lo hizo quemar.»

## Saqueo: los sarcófagos de los sidonios
Los sarcófagos antropoides egipcios de los reyes sidonios Eshmunazar II y el de su padre Tabnit, sarcófagos egipcios similares, fueron fabricados alrededor de la época de la conquista aqueménida de Egipto,  con sus características caras anchas, regordetas y cuadradas, y sus cuerpos lisos y desarticulados, se sabe que fueron producidos en la zona de Menfis durante los reinados de Psamético II (ca. 595-589 a. C.) hasta el reinado de Amasis II (570-526 a. C.).
Los sarcófagos hallados en Sidón se fabricaron originalmente en Egipto para los miembros de la élite del Antiguo Egipto, pero luego se transportaron a Sidón y se reutilizaron para enterrar a los reyes sidonios. La fabricación de este tipo de sarcófagos en Egipto cesó hacia el año 525 a. C. con la caída de la dinastía XXVI de Egipto, por lo que Elayi postula que los sarcófagos fueron incautados y llevados a Sidón por los sidonios durante su participación en la conquista aqueménida de Egipto por Cambises II en el año 525 a. C. 
Mientras que el sarcófago de Tabnit, perteneciente al padre de Eshmunazar II, reutilizaba un sarcófago ya dedicado en su parte frontal con una larga inscripción egipcia en nombre de un general egipcio, el sarcófago utilizado para Eshmunazar II era nuevo y estaba inscrito con una dedicatoria de cuerpo entero en fenicio sobre una superficie limpia. Según René Dussaud, el nuevo sarcófago pudo haber sido encargado por su madre superviviente, la reina Amoashtart, quien dispuso la realización de la inscripción.
Los sarcófagos fueron probablemente, al menos en parte, capturados como botín por los reyes sidonios. Heródoto relata un suceso en el que Cambises II «saqueó un cementerio en Menfis, donde se abrieron los ataúdes y se examinaron los cadáveres que contenían», lo que muy posiblemente proporcionó la ocasión en la que los sarcófagos fueron retirados y reapropiados por sus súbditos sidonios. Este es especialmente el caso del sarcófago de Tabnit, que ya estaba dedicado a un militar llamado Penptah y pudo haber sido profanado, mientras que el sarcófago inacabado, aún no dedicado, de Eshmunazar pudo haber sido obtenido de un taller de Menfis.
Estos sarcófagos (un tercero perteneció probablemente a la reina Amoashtart), son los únicos sarcófagos egipcios que se han encontrado fuera de Egipto propiamente dicho.

## Estatua egipcia de Darío I

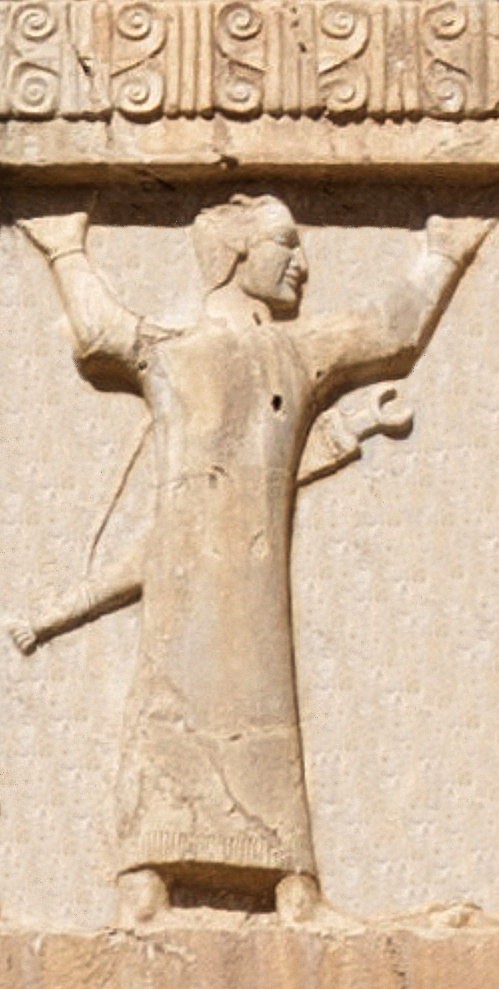
Soldado egipcio del ejército aqueménida, hacia 480 a. C., en un relieve de la tumba de Jerjes I.

La estatua egipcia de Darío I es una estatua del gobernante aqueménida Darío I con iconografía e inscripciones egipcias. Este es el ejemplo más conocido de estatuaria de bulto redondo que ha quedado del arte aqueménida. La estatua fue hecha en Egipto con granito gris, pero luego fue transportado a Susa, posiblemente por Jerjes I. "Egipto" bajo el nombre tradicional de Ḳemet ( 𓈎𓅓𓏏𓊖', "Tierra Negra"), aparece entre los países súbditos del Imperio aqueménida, en la parte inferior de la estatua.

## Literatura posterior
La conquista aqueménida fue el tema de una antigüedad tardía copta en prosa, el Romance de Cambises. El texto está incompleto, pero parece basarse en parte en tradiciones indígenas.